# Relaciones Estados Unidos-Guinea Ecuatorial
Las relaciones entre los Estados Unidos de América y Guinea Ecuatorial fueron establecidas en 1968, después de la independencia de la República de Guinea Ecuatorial de España, siendo presidentes Lyndon B. Johnson en los EE. UU. y Francisco Macías Nguema en la recién creada Guinea Ecuatorial.

## Historia
Las relaciones entre ambos países fueron establecidas por los EE. UU. cuando el presidente de los Estados Unidos de entonces, Lyndon B. Johnson, informó de que su embajador en Togo, Albert W. Sherer, actuaría como embajador también de Guinea Ecuatorial el 28 de octubre de 1968. Al año siguiente, el 1 de agosto de 1969, se inauguraría la embajada de Estados Unidos en Santa Isabel (actual Malabo), con Albert N. Williams como encargado de asuntos internos.
Ha habido dos largos periodos desde entonces en los que se ha suspendido la embajada estadounidense en Guinea Ecuatorial. El primero de ellos fue desde 1970 hasta 1981. Durante ese tiempo, la embajada estadounidense en Camerún fue también usada de embajada para Guinea Ecuatorial, a excepción del periodo comprendido entre el 14 de marzo de 1976 al 19 de diciembre de 1979, en los que las relaciones bilaterales fueron suspendidas en protesta al camino que estaba tomando la dictadura de Macias Nguema, tras lo que los diplomáticos estadounidenses fueron declarados persona non grata en Guinea Ecuatorial. Las relaciones fueron restablecidas por el embajador Mable Murphy Smythe tras el cambio de gobierno que se vivió en Guinea Ecuatorial después del Golpe de la Libertad. El 11 de junio de 1981, la embajada de Estados Unidos en Malabo fue reabierta con Joanne Thompson como encargada de asuntos internos.
El otro periodo fue de 1995 hasta el 2006. El cierre de la embajada estadounidense en Malabo en 1995 coincidió con un descubrimiento de depósitos de petróleo y gas por parte de empresas estadounidenses. Aunque la embajada fue cerrada para no dar una imagen de apoyo a la represión en el país africano por parte del régimen de Teodoro Obiang, los funcionarios estadounidenses de Yaundé (pues se volvió a utilizar la embajada estadounidense en Camerún para tratar los asuntos de Guinea Ecuatorial) mantuvieron un contacto común con el gobierno de Obiang. En 1996, la multinacional estadounidense Mobil comenzó la extracción de petróleo en el país, lo que dejó mucho dinero al régimen de Obiang.
En 2003, el embajador George Staples reabrió la embajada en Malabo en un nuevo edificio de perfil bajo. En 2005, la embajada de los Estados Unidos fue trasladada a un edificio más adecuado en el barrio Paraíso. El embajador estadounidense Donald J. Johnson presentó sus credenciales el 23 de noviembre de 2006, convirtiéndose en el primer embajador residente en más de diez años, considerando esto como el restablecimiento de las relaciones normales entre ambos países.
El edificio en Paraíso sirvió como embajada de los Estados Unidos hasta que el nuevo edificio de la embajada en Malabo II abrió en 2013. Actualmente la embajadora es Susan Stevenson, quien asumió el cargo el 1 de marzo de 2019.

## Relaciones bilaterales
Las relaciones bilaterales entre ambos países se han centrado sobre todo en los negocios de inversión estadounidenses en Guinea Ecuatorial para obtener materias primas y el estudio y vigilancia de los derechos humanos, trata de personas, libertad de culto y adopciones en el país africano.
Estados Unidos ha sido desde hace un tiempo el mayor inversionista en Guinea Ecuatorial, lo que ha sido muy relevante para el país, ya que le ha permitido mejorar en gran medida su PIB. Para continuar esta buena relación, el gobierno de Teodoro Obiang ha dado facilidades a las personas estadounidenses para desplazarse por el país, como la exención de visas para los ciudadanos estadounidenses, siendo el único país con este privilegio para sus ciudadanos en Guinea Ecuatorial.
Viendo los crecientes lazos entre las compañías estadounidenses y Guinea Ecuatorial, la agencia de promoción de inversiones extranjeras del Gobierno de los Estados Unidos, la Corporación de Inversión Privada en el Extranjero (OPIC), concluyó el mayor acuerdo en la África subsahariana para un importante proyecto estadounidense en Guinea Ecuatorial. La Agencia de los Estados Unidos para el Desarrollo Internacional no tiene programas ni iniciativas relacionadas con Guinea Ecuatorial, ni está presente el Cuerpo de Paz. Las organizaciones no gubernamentales con base en los Estados Unidos y otros grupos de donantes tienen muy poca participación en el país, lo que a menudo se toma como una muestra del desarrollo del mismo.
Los asuntos de mayor confrontación entre ambos países se dieron a mediados de la década de 2000, cuando los funcionarios estadounidenses presentaron informes sobre Guinea Ecuatorial muy desfavorables en cuanto a los estudios de los derechos, tanto fundamentales como laborales. Finalmente se llegó a un acuerdo constructivo para mejorar los derechos en Guinea Ecuatorial. Desde entonces, se aboga por una sociedad civil activa en el país africano, y los ecuatoguineanos visitan los Estados Unidos bajo programas patrocinados por el gobierno de los EE. UU., compañías petroleras estadounidenses e instituciones educativas. El Fondo de Autoayuda del Embajador financia anualmente una cantidad de pequeños proyectos de base, como la remodelación del Centro Comunitario de Batete.

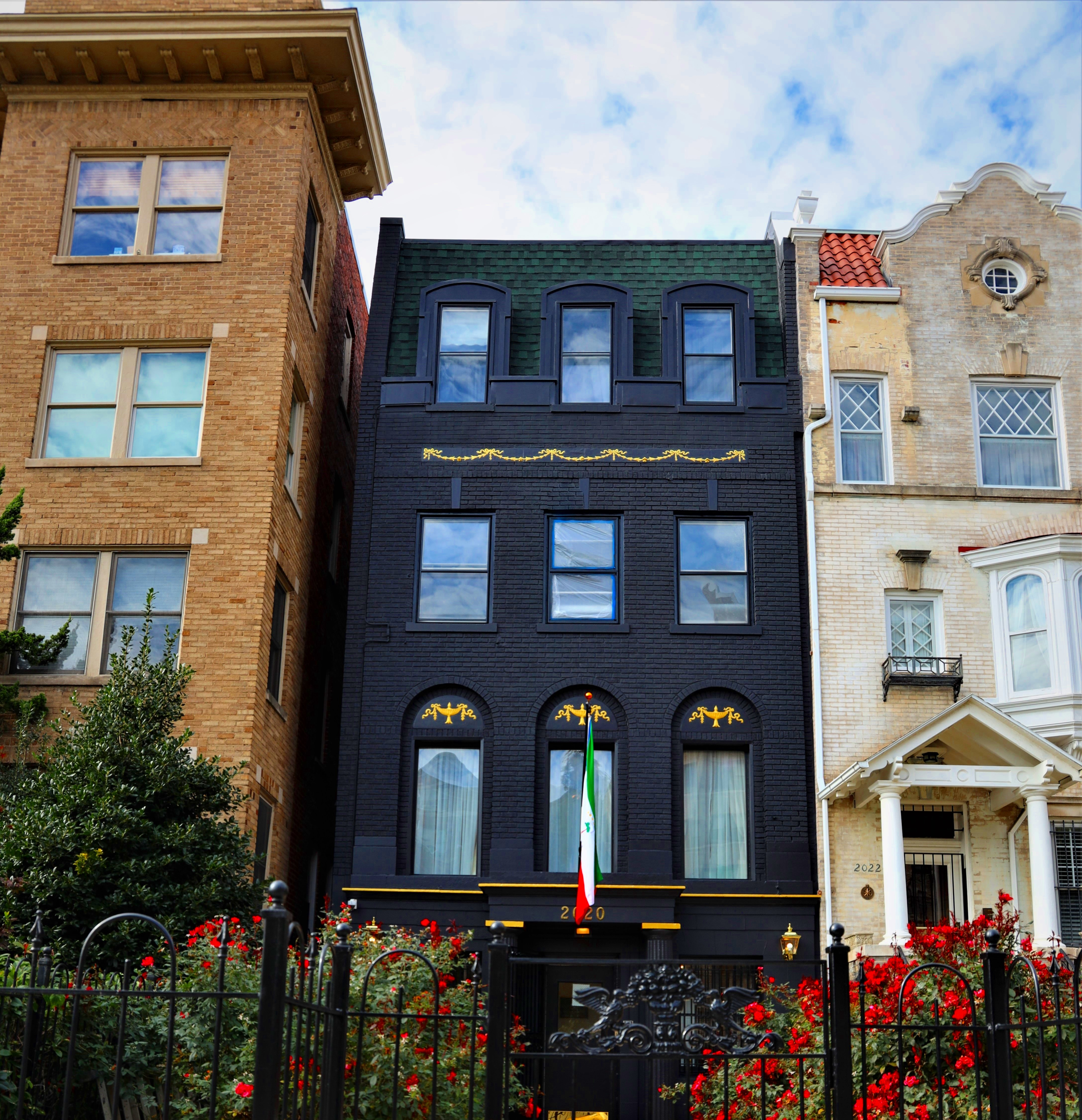
Embajada de Guinea Ecuatorial en Washington D.C

## Misiones diplomáticas
Estadounidense en Guinea Ecuatorial 
- Embajada en Malabo.

Ecuatoguineanas en Estados Unidos 
- Embajada en Washington D. C.
- Consulado en Houston (Texas).